# IC 2823
IC 2823 је спирална галаксија у сазвјежђу Лав која се налази на листи објеката дубоког неба у Индекс каталогу.
Деклинација објекта је + 12° 50' 52" а ректасцензија 11h 26m 44,6s. Привидна величина (магнитуда) објекта IC 2823 износи 14,4 а фотографска магнитуда 15,2. IC 2823 је још познат и под ознакама CGCG 67-76, PGC 35205.